# Championnat de Birmanie de football
Le championnat de Birmanie de football est un championnat organisé par la Fédération de Birmanie de football depuis 1996. Le championnat est professionnel depuis 2009.
La compétition regroupe douze équipes au sein d'une poule où elles s'affrontent à deux reprises. Le vainqueur du championnat se qualifie pour la Coupe de l'AFC tandis que les deux derniers du classement sont relégués en deuxième division. Depuis l'instauration de la Myanmar National League en 2009 jusqu'en 2017, Yadanarbon FC et Yangon United se sont partagé tous les titres de champion.

## Palmarès
Myanmar Premier League (1996-2009)
- 1996 : Finance and Revenue
- 1997 : Finance and Revenue
- 1998 : Yangon City Development FC
- 1999 : Finance and Revenue
- 2000 : Finance and Revenue
- 2001 : Commerce
- 2002 : Finance and Revenue
- 2003 : Finance and Revenue
- 2004 : Finance and Revenue
- 2005 : Finance and Revenue
- 2006 : Finance and Revenue
- 2007 : Kanbawza FC
- 2008 : Finance and Revenue
- 2009 : Commerce

Myanmar National League (depuis 2009)
- 2009 : Yadanarbon FC
- 2009-2010 : Yadanarbon FC
- 2010 : Yadanarbon FC
- 2011 : Yangon United
- 2012 : Yangon United
- 2013 : Yangon United
- 2014 : Yadanarbon FC
- 2015 : Yangon United
- 2016 : Yadanarbon FC
- 2017 : Shan United FC
- 2018 : Yangon United
- 2019 : Shan United FC
- 2020 : Shan United FC
- 2021 : Non disputé
- 2022 : Shan United FC
- 2023 : Shan United FC
- 2024-25 : Shan United FC